# Marmota baibacina
La marmotta grigia (Marmota baibacina Kastschenko, 1899), nota anche come marmotta dell'Altai, è una specie della famiglia degli Sciuridi (Sciuridae) diffusa nelle praterie di montagna dell'Asia centrale.

## Descrizione
La marmotta grigia è una delle più grandi specie paleartiche del suo genere: pesa tra i 4 e i 6,5 kg, con alcuni individui che possono raggiungere gli 8 kg subito prima del letargo. Il peso, tuttavia, varia parecchio a seconda del periodo dell'anno (prima o dopo il letargo), della latitudine e dell'altitudine: complessivamente, le dimensioni aumentano a latitudini e altitudini più elevate e diminuiscono a latitudini e altitudini inferiori. Le marmotte grigie possono perdere fino al 30% della massa corporea durante il lungo letargo stagionale. Sono animali corti e tozzi con zampe muscolose e coda corta. La lunghezza totale del corpo è di 60-80 cm, compresa la coda di 13-15 cm. Le zampe anteriori hanno quattro dita munite di robusti artigli per scavare, mentre quelle posteriori hanno cinque dita. Sul lato dorsale la pelliccia va dal beige al color tanno, con peli marroni o neri o dalla punta di questi colori mescolati dappertutto che conferiscono al mantello un aspetto grigio. Il lato ventrale è di un marrone più arancio-rossastro. La coda è di colore simile al corpo, ma la punta va dal marrone scuro al nero. Le orecchie sono piccole e rotonde e di colore chiaro. Il muso è marrone scuro sulle guance e marrone-giallastro chiaro intorno alla bocca. Esistono anche esemplari albini. Le marmotte grigie non presentano dimorfismo sessuale, ma, come nella maggior parte delle marmotte, i maschi adulti sono più grandi delle femmine adulte. Sono presenti ghiandole sulle guance e ghiandole anali.

## Biologia

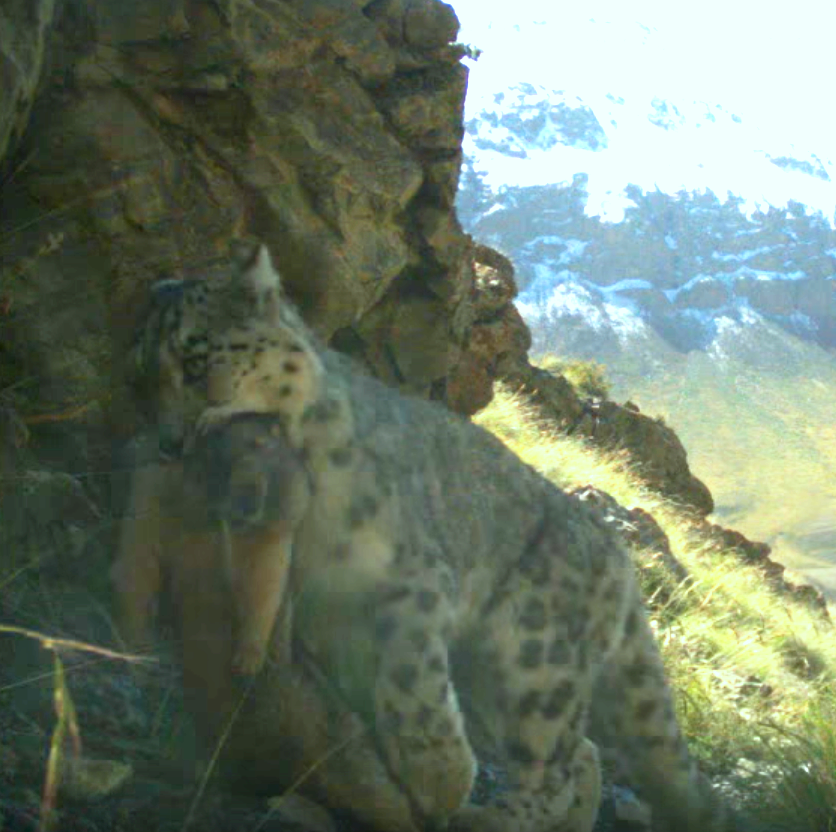
Una marmotta grigia azzannata da un leopardo delle nevi in Kirghizistan.

Le marmotte grigie vivono in gruppi sociali chiamati «famiglie allargate», con più individui che vivono in una tana e più tane che formano una colonia. Le famiglie allargate di solito sono costituite da una coppia di adulti dominanti e da qualche adulto subordinato, da giovani di un anno e da piccoli. Questi animali emettono dei richiami specie specifici, che possono essere utilizzati per distinguerli dalle altre specie. Quando le condizioni ambientali sono difficili, le famiglie allargate diventano meno numerose, ma quando le condizioni sono moderate o buone diventano molto più complesse.
Le marmotte grigie vivono in ambienti difficili, dove le nevicate limitano la disponibilità di cibo per un periodo di tempo significativo. Esse hanno pertanto sviluppato uno schema comportamentale annuale costituito da letargo, riproduzione, crescita e quindi accumulo di grasso per il prossimo letargo. Vanno in letargo per 7-8 mesi, dall'autunno fino a maggio. Il letargo inizia tra agosto e ottobre a seconda della posizione geografica della popolazione; inoltre, le popolazioni che vivono a quote più basse o sui pendii esposti a sud escono prima dal letargo.
Le marmotte grigie scavano estese tane invernali destinate al letargo, che possono raggiungere i 5-7 m di profondità e in alcuni casi perfino i 63 m di lunghezza. Le tane invernali ospitano dieci o più individui, che, così facendo, possono stare al caldo con un minore consumo di energia. Le tane estive, al contrario, sono meno profonde e ospitano solo pochi individui.
Le marmotte grigie si accoppiano all'inizio di maggio, spesso prima ancora che emergano dal letargo, nelle tane. Le femmine possono essere sia monogame che poliandriche. La gestazione dura 40 giorni, trascorsi i quali la femmina dà alla luce da 2 a 6 piccoli. Le femmine raggiungono l'età riproduttiva a 2-3 anni. Si riproducono ad anni alterni e sono in grado di riassorbire gli embrioni quando le condizioni ambientali sono particolarmente difficili.
Le marmotte grigie hanno molti predatori: lupi, volpi, cani, puzzole, gatti di Pallas e uccelli rapaci, come sparvieri e falchi. Per avvertire i membri della famiglia della presenza dei predatori, lanciano forti richiami di allarme.
Come è già stato detto, questi animali possiedono ghiandoli anali e nelle guance che usano per comunicare ai propri simili lo status di dominanza e forse per difendersi. Per comunicare usano anche i movimenti della coda come segnali visivi e varie vocalizzazioni come ringhi, grida acute, lamenti e richiami di allarme.

## Distribuzione e habitat
Le marmotte grigie vivono nei prati di montagna e nelle steppe, dove si nutrono di salvia in primavera e di graminacee e piante da fiore in estate e in autunno. Si incontrano ad altitudini comprese tra i 150 e i 4000 m, ma possono prediligere i versanti a pendenza lieve o moderata ben drenanti, dove il terreno è più facile da scavare. Il terreno preferito va da quello morbido a grana fine a quello comprendente sabbia o ciottoli. Il loro areale si estende dai monti Altaj – Siberia sud-occidentale (Tuva), Mongolia occidentale, Cina nord-occidentale (Xinjiang) e Kazakistan orientale – al Tien Shan – Cina nord-occidentale, Kirghizistan e Kazakistan sud-orientale. Nel Kazakistan sud-orientale e nella Siberia sud-occidentale vivono a quote inferiori, nelle steppe aride. La marmotta grigia è stata introdotta anche sulla catena del Caucaso, nel Daghestan. Sugli Altaj della Mongolia occidentale l'areale si sovrappone a quello della marmotta della Siberia (Marmota sibirica). In questa zona la competizione limita la diffusione della marmotta grigia ad altitudini superiori a 3000 m, in zone caratterizzate da massi e rocce sparsi. Sono rari i casi di ibridazione tra le due specie, così come quelli di convivenza nella stessa area.

## Tassonomia
La marmotta grigia è una specie paleartica del sottogenere Marmota; è strettamente imparentata con la marmotta della steppa boscosa (Marmota kastschenkoi), che fino a poco tempo fa era considerata una sua sottospecie. Assieme a questa, forma un sister group con la marmotta bobak (Marmota bobak), specie dalla quale gli studiosi ritengono che la marmotta grigia sia derivata. Attualmente gli studiosi ne riconoscono due sottospecie:
- M. b. baibacina Kastschenko, 1899, la forma nominale, diffusa nella parte orientale della catena degli Altaj e nel Tien Shan. Ha il dorso di colore cannella più scuro e il ventre più chiaro;
- M. b. centralis Thomas, 1909, diffusa nella parte occidentale e centrale degli Altaj. Ha il ventre di colore che va dal ruggine all'arancio.